# Erdwerke am Kaukasus
Die neolithischen Erdwerke am Kaukasus liegen im russischen Regierungsbezirk Stawropol, nördlich des Grenzgebirges in Europa, aber auch südlich des Kaukasus, in Aserbaidschan und in Asien. Die Analyse von Luft- und Satellitenbildern aus den 1970er und 1980er Jahren erbrachte zwischen Stawropol und Pjatigorsk über 30 zuvor unbekannte geometrische Strukturen.
Zuvor waren die Erdwerke für Kurgane gehalten worden, die vor allem nördlich des Kaukasus vom Balkan bis Sibirien in beträchtlicher Zahl verbreitet sind. Bei Sichtung der Bilder zeigte sich, dass es sich bei einer Anzahl der Befunde nicht um Kurgane handeln kann. Sie gleichen vielmehr Kreisanlagen, die man seit den 1980er Jahren durch geophysikalische Prospektion in Mitteleuropa und England kennt. Auch in Aserbaidschan wurden einige dieser etwas unrunden Grabenwerke gefunden und magnetometrisch vermessen.

## Nordkaukasus
Seit einigen Jahren werden im Rahmen denkmalpflegerischer Arbeiten sowie zur Vorbereitung von Notgrabungen in der Region auch Satelliten- und Luftbilder ausgewertet. Dabei zeigte sich, dass 13 dieser Anlagen sogar auf „Google Earth“-Aufnahmen sichtbar sind. Beim Start eines Linienfluges von Mineralnyje Wody gelang die Luftaufnahme einer weiteren, zuvor unbekannten Anlage.
Erste Testmessungen der ausgewählten Anlagen Tambukan und Marinskaja mit dem Cäsium-Magnetometer erbrachten den Befund von Erdwerken mit Durchmessern von etwa 80 m. Parallel zu den vier bis fünf Meter breiten innen liegenden Gräben, die keine Anzeichen von Erdbrücken aufweisen, verläuft außen im Abstand von 15 bis 20 m ein etwa acht Meter breiter Wall. Die Anlage Tambukan hat somit einen Außendurchmesser von etwa 150 m. Die Anlage Marinskaja zeigt ähnliche Dimensionen, ist aber durch die Erosion der Hangseite zu einem Drittel zerstört. Eine archäologische Feldbegehung erbrachte Keramik der Maikop-Kultur (etwa 3700–2500 v. Chr.), die zeitlich dem Jungneolithikum Mitteleuropas entspricht. 2011 konnte eine Testgrabung im Grabenwerk von Marinskaja diese Datierung bestätigen. Im Vergleich zu den nordalpinen Anlagen sind die kaukasischen Erdwerke relativ gut erhalten und sogar in der Topografie zu erkennen. Wall und Graben lassen sich oft im Gelände nachvollziehen. Das hängt vermutlich damit zusammen, dass diese Gebiete erst in den 1960er Jahren unter den Pflug gekommen sind. Auffällig ist, dass sich im Magnetbild der Anlagen keine weiteren archäologischen Befunde abzeichnen.

## Südkaukasus
Die archäologischen Denkmäler Aserbaidschans galten lange als Terra incognita. Im Rahmen der Kooperation zwischen der Nationalen Akademie der Wissenschaften in Baku und dem Deutschen Archäologischen Institut (DAI) werden seit 2009 im Südwesten des Landes Untersuchungen zum Beginn der Sesshaftigkeit in der Milsteppe durchgeführt.
Geoarchäologische Erkundungen zeigen das Bild einer ökonomischen Siedlungslandschaft. Zwischen der Region Bergkarabach und der Ebene am Kaspischen Meer boten sich neolithischen Siedlern an den Flussufern der Kura und des Araxes und ihren Seitenarmen ideale Lebensräume.

### Kamiltepe
Ausgrabungen auf dem Kamiltepe, im Regierungsbezirk Agjabedi, erbrachten eine monumentale Kultstätte aus dem 6. Jahrtausend v. Chr. Eine Lehmziegelplattform von etwa 18 m Durchmesser und 2,4 m Höhe wurde im festlichen Rahmen genutzt, wie durch massive Ascheschichten und reiches Fundmaterial (Fragmente von Kochgeschirr und anderen Gefäßen, Kochsteine und Tierknochen) angezeigt wird.
Weitere kreisförmige Anlagen kultischen Charakters konnten durch geophysikalische Messungen ermittelt werden. Testmessungen mit dem Cäsium-Magnetometer in der Umgebung eines Fundplatzes erbrachten den Befund einer Ringgrabenanlage aus vier konzentrischen Grabenwerken mit etwa 40 m Durchmesser, mit Brückensegmenten sowie einem zentralen Grubenkomplex und einem Zugang im nördlichen Areal. Diese Grabenanlage wird im nordwestlichen Bereich von einem weiteren Erdwerk geschnitten. Ein weiteres Wallgrabensystem mit etwa 30 m Durchmesser zeichnet sich deutlich nur etwa 60 m entfernt ab. Die früheste von landwirtschaftlicher Subsistenz geprägte, sesshafte dörfliche Kultur der Südkaukasischen Tiefebene zeigt sich auch im archäologischen Befund einer ruralen Lehmziegelarchitektur. Rundhäuser und rechtwinklige Grundrisse neolithischer Siedlungsplätze, in deren Umfeld große Obsidiankerne zur Herstellung von Steinwerkzeugen aufgelesen werden konnten, wurden flussaufwärts in Richtung Bergkarabach prospektiert.